# Marcel Souberbielle
Marcel Souberbielle (Nassau, 29 novembre 1991) è un cestista uruguaiano.

## Carriera
Con l'Uruguay ha disputato i Campionati americani del 2015.